# Рел
Рел (њем. Röhl) општина је у њемачкој савезној држави Рајна-Палатинат. Једно је од 235 општинских средишта округа Ајфелкрајс Битбург-Прим. Према процјени из 2010. у општини је живјело 427 становника. Посједује регионалну шифру (AGS) 7232111.

## Географски и демографски подаци
Рел се налази у савезној држави Рајна-Палатинат у округу Ајфелкрајс Битбург-Прим. Општина се налази на надморској висини од 340 метара. Површина општине износи 10,6 km². У самом мјесту је, према процјени из 2010. године, живјело 427 становника. Просјечна густина становништва износи 40 становника/km².